# Arthur Drews

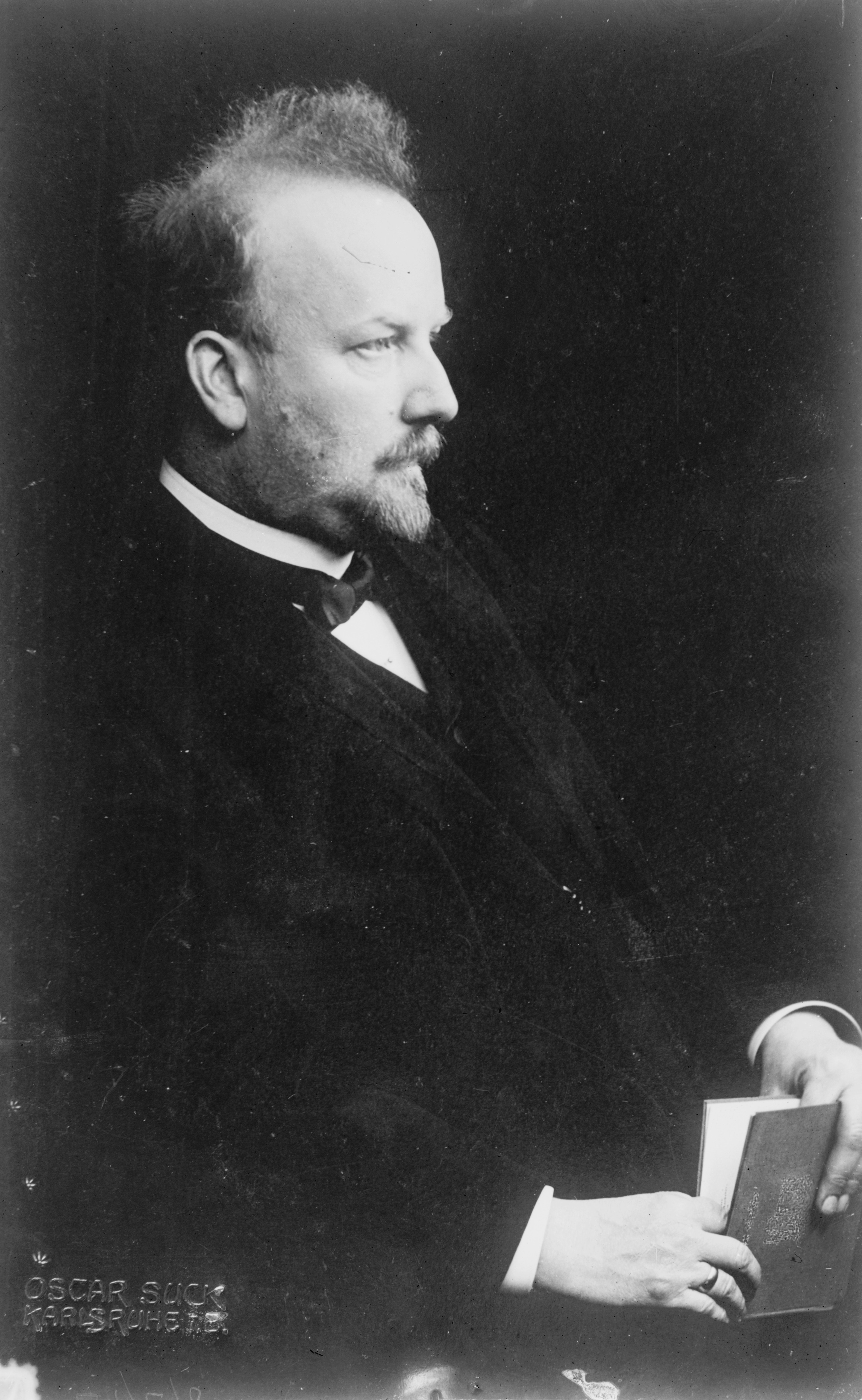
Arthur Drews.

Christian Heinrich Arthur Drews, född 1 november 1865 i Uetersen, död 19 juli 1935, var en tysk professor i filosofi och viktig representant för den tyska monismen.
Artur Drews tog ideologiskt avsteg i Eduard von Hartmanns filosofi om det omedvetna och grundade på grundval av denna en panteistisk världsåskådning. Han blev senare professor i filosofi vid tekniska högskolan i Karlsruhe.  Tillsammans med Bruno Bauer och Albert Kalthoff var Arthur Drews den mest kände representanten för den tankeskola som förde fram Jesusmyten, som ifrågasätter evangeliernas berättelser om Jesus som historiska fakta. I boken "Die Christusmythe" (1909) framför han denna teori och menar att Kristusgestalten växte fram från de mystiska och apokalyptiska idéer som fanns under denna period. 
Boken orsakade en hel del uppståndelse och drog in Drews i många offentliga debatter som ofta blev känslomässigt laddade. Albert Schweitzer ägnade ett helt kapitel för att behandla Drews tes i boken Geschichte der Leben-Jesu-Forschung (1913). Idag är Die Christus-Mythe i stort sett bortglömd i Drews hemland Tyskland, men är fortsatt betydelsefull i engelskspråkiga länder.